# MAN Lion's Coach
De Lion's Coach is een touringcarmodel dat sinds 1996 door MAN wordt gebouwd. 
De Lion's Coach werd in eerste instantie geïntroduceerd als alternatief voor de Lion's Star. De bus was leverbaar in twee varianten: de tweeassige Lion's Coach en de drieassige Lion's Top Coach.
In 2002 werd het model compleet vernieuwd en werd leverbaar in drie lengtes: de Lion's Coach (12 meter), Lion's Coach C (13,2 meter) en Lion's Coach L (13,8 meter). In 2017 kreeg het model opnieuw een facelift, hierbij werd de bus aangepast aan de laatste veiligheidsnormen. De Lion's Coach C wordt bij deze generatie in een 13,1 en 13,4 meter lange versie geleverd.

## Inzet in Nederland
In Nederland wordt de Lion's Coach vooral gebruikt als touringcar. BBA en Connexxion hebben onder andere met dit type als lijnbus gereden.
| Vervoerder       | Nummer    | Aantal | Variant        | Inzet                                       | Opmerkingen                                | Afbeelding |
| ---------------- | --------- | ------ | -------------- | ------------------------------------------- | ------------------------------------------ | ---------- |
| Arriva Touring   | 368-369   | 2      | Lion's Coach L | Regionaal Spoorvervoer Fryslân en Groningen |                                            |            |
| Arriva Touring   | 471-474   | 4      | Lion's Coach   | Fryslân                                     |                                            |            |
| Arriva Touring   | 475-476   | 2      | Lion's Coach   | Fryslân                                     |                                            |            |
| BBA              | 6601-6602 | 2      | Lion's Coach L | Interliner 400 en 401                       | Tijdelijke inzet, afkomstig van Connexxion |            |
| BBA              | 6603-6608 | 6      | Lion's Coach   | Interliner 400 en 401                       | Tijdelijke inzet, afkomstig van Connexxion |            |
| Connexxion       | 5795-5800 | 6      | Lion's Coach   | Qliner 315                                  | Naar BBA                                   |            |
| Connexxion       | 5801-5802 | 2      | Lion's Coach L | Qliner 315                                  | Naar BBA                                   |            |
| Connexxion Tours | 202-213   | 12     | Lion's Coach L |                                             |                                            |            |
| Van Driel        | 325-326   | 2      | Lion's Coach   | Oost-Brabant                                |                                            |            |
| Van Driel        | 327       | 1      | Lion's Coach   | Oost-Brabant                                |                                            |            |
| Van Driel        | 328       | 1      | Lion's Coach L | Oost-Brabant                                |                                            |            |
| Van Driel        | 330       | 1      | Lion's Coach   | Oost-Brabant                                |                                            |            |
| Van Driel        | 337       | 1      | Lion's Coach L | Oost-Brabant                                |                                            |            |
| Van Driel        | 353-354   | 2      | Lion's Coach L | Oost-Brabant                                |                                            |            |
| Van Driel        | 367       | 1      | Lion's Coach   | Oost-Brabant                                |                                            |            |
| Van Kooten       | 53        | 1      | Lion's Coach L | IJssel-Vecht                                |                                            |            |
| Van Kooten       | 64        | 1      | Lion's Coach L | IJssel-Vecht                                |                                            |            |